# Kitani Minoru
Minoru Kitani (木谷実?) (25 de enero de 1909, Kobe, Japón—19 de diciembre de 1975, Japón) fue uno de los más célebres maestros del go profesional del siglo XX en Japón.

## Biografía
Se ganó el apodo de "El prodigio" tras ganar un torneo eliminatorio. Derrotó de forma consecutiva a ocho contrincantes del Kiseisha en 1928. Jugó una partida célebre con Honinbo Shusai. El ganador del Premio Nobel Kawabata Yasunari utilizó esta partida en su novela El Maestro de Go. En 1954 sufrió una hemorragia cerebral pero se recuperó pronto. Volvió a repetirse en 1964. Se le otorgó el Premio Okura en 1967.
Segoe Kensaku, un amigo y rival de Kitani, le apodó "El Gran Kitani" debido a sus extraños esfuerzos con el go.

## Dojo Kitani
Kitani fue uno de los más prolíficos maestros de futuros jugadores profesionales. El Dojo Kitani, que comenzó a prosperar después de 1945 en la casa de campo de Kitani. En términos prácticos fue llevada por su mujer y produjo una generación entera de grandes jugadores que dominaron el go japonés desde principios de los 70 a mediados de los 90. Su propia hija Reiko (1939.1996) alcanzó el 6 dan y ganó el Campeonato Femenino De Japón varias veces , y se casó con uno de sus mejores estudiantes, Kobayashi Koichi. Su hija Kobayashi Izumi, es una de las mejores jugadoras de go de Japón. En el momento de su muerte había enseñado a 60 jugadores, 40 de los cuales se hicieron profesionales. La suma de danes de sus estudiantes suma más de 250.

## Campeonatos y subcampeonatos
| Título               | Años ganado |
| -------------------- | ----------- |
| Actuales             | 1           |
| Copa NHK             | 1960        |
| Extintos             | 2           |
| Mejor Posición Asahi | 1957, 1958  |

| Título                 | Años perdido     |
| ---------------------- | ---------------- |
| Actuales               | 5                |
| Honinbo                | 1947, 1953, 1959 |
| Copa NHK               | 1958, 1961       |
| Extintos               | 3                |
| Campeonato Nihon Ki-In | 1958             |
| Mejor Posición Asahi   | 1959             |
| Igo Senshuken          | 1958             |